# Tipula (Pterelachisus) cinereocincta
Tipula (Pterelachisus) cinereocincta is een tweevleugelige uit de familie langpootmuggen (Tipulidae). De soort komt voor in het Palearctisch gebied.